# Erik Strauß
Erik Strauß (* 20. Juni 1982 in Kassel) ist deutscher Wirtschaftswissenschaftler. Er ist Inhaber des Chair of Management Control an der ESCP Business School in Berlin und Gastprofessor an der Erasmus University Rotterdam.

## Leben
Nach seinem Abitur 2001 am Friedrichsgymnasium in Kassel begann Erik Strauß an der Katholischen Universität Eichstätt-Ingolstadt sein Studium der Wirtschaftswissenschaften. Innerhalb dieses Studiums nahm er ein Studiensemester an der Universidad San Pablo-CEU in Spanien wahr, bevor er 2007 mit seiner Diplomarbeit zum Thema „Unternehmenswertsteigerung durch aktives Risikomanagement auf Unternehmensebene“ sein Studium als Diplomkaufmann abschloss.
Direkt im Anschluss ging er als wissenschaftlicher Mitarbeiter an die WHU – Otto Beisheim School of Management, an welcher er im Oktober 2011 bei Jürgen Weber und Utz Schäffer zu dem Thema „The Emergence of Management Control Systems“ promoviert wurde.
Nach seiner Promotion blieb Erik Strauß als Juniorprofessor an der WHU, um dort im März 2014 zum Thema „Management Accounting and Control as Interplay between Structure and Agency“ zu habilitieren. Innerhalb dieses Zeitraums engagierte er sich als Visiting Researcher am Lehrstuhl von Antonia Dávila, an der IESE Business School. Parallel zu seiner Tätigkeit als Juniorprofessor war er gleichzeitig auch Geschäftsführer des „Center for Controlling and Management“ der WHU tätig, welches Benchmarking-Projekte mit DAX30-Unternehmen durchführt.
Nach seiner Habilitation wurde er im März 2014 Inhaber des Dr. Werner Jackstädt Stiftungslehrstuhls für Controlling und Unternehmenssteuerung an der Universität Witten/Herdecke, den er bis März 2025 innehatte. Danach erhielt er mehrere Rufe an andere Universitäten und entschied sich, an die ESCP Business School nach Berlin zu wechseln. 
Seit September 2019 ist er zudem Gastprofessor an der Erasmus University Rotterdam.

## Wirken
Strauß forscht zum Einfluss der Digitalisierung und der künstlichen Intelligenz auf das Controlling und die Controller, der Entwicklung der Controller-Rolle und Change Management der Finanzfunktion. In seinen Publikationen hat er vor allem Beiträge zur Gestaltung der Controller-Rolle durch Controller selbst, die Entstehung von Controllingsystemen in jungen Wachstumsunternehmen und Accounting Information Systems geleistet. Zu Themen der Digitalisierung der Finanzfunktion durch Künstliche Intelligenz oder der Rolle des Controllers hielt er ebenfalls Vorträge auf nationalen sowie internationalen Konferenzen und Workshops.
Seine Forschung richtet er international aus, was sich in seinen internationalen Forschungskooperationen und seinen diversen Mitgliedschaften in internationalen Forschungsnetzwerken und -gemeinschaften reflektiert. In folgenden Vereinigungen ist er Mitglied: Academy of Management, der European Accounting Association, der European Group for Organizational Studies, dem European Network for Research in Organisational an Accounting Change, der Management Control Association, der Schmalenbach Gesellschaft für Betriebswirtschaft und dem Verband für Hochschullehrer für Betriebswirtschaft (VHB). Darüber hinaus ist er Mitglied der Editorial Boards des Journals „Qualitative Research in Accounting and Management“ und Reviewer internationaler Fachjournale wie z. B. European Accounting Review, Journal of Management Control, Management Accounting Research oder Organization Science.
Erik Strauß erhielt 2013 den „Outstanding Paper Award“ des „Journal of Accounting and Organizational Change“ für seinen Beitrag „The Development of MCS Packages – Balancing Constituents´ Demands“ (Strauß/Nevries/Weber). Das Journal „Management Accounting Research“ verlieh den „Highly Cited Research Award 2016“ für den Beitrag „An Institutional Perspective on the Changes in Management Accountants´ Professional Role“ (Goretzki/Strauß/Weber 2013). 2018 wurde er vom „Journal of Management Control“ zum Best Reviewer gekürt.
Neben seinen Forschungsaktivitäten engagiert er sich auch  für die Verbindung zwischen Wissenschaft und Praxis. Einerseits ist er in  Executive Education Formaten aktiv und bietet  Kurse in den Programmen „Gesellschafterkompetenz“ oder der „Akademie für Unternehmerfamilien“ (beide  über den Professional Campus der Universität Witten/Herdecke) sowie den Kurs „Management Control“ im „Executive Master in Finance & Controlling“ der Erasmus University Rotterdam an.
Andererseits versucht er wissenschaftliche Erkenntnisse  in die unternehmerische Praxis zu tragen. Aus diesem Grund hat er seit Juli 2017 die Geschäftsführung des Entrepreneurship Zentrum Witten (EZW) übernommen. Das EZW steht Start-Ups und Gründer aus dem Bereich Social Entrepreneurship in ihren Anfängen beratend zur Seite. Des Weiteren hat er seit 2018 die Co-Leitung des Schmalenbach Arbeitskreises für integrierte Unternehmensplanung übernommen. Der Arbeitskreis ist einer der ältesten der Schmalenbach Gesellschaft und beschäftigt sich schwerpunktmäßig mit der Weiterentwicklung der strategischen Planung. Mitglieder des Arbeitskreises sind typischerweise die Leiter der Strategieabteilungen deutscher Großkonzerne wie IBM, Bayer, BMW oder der Deutschen Bahn.
Im Jahr 2021 hat er Strauss MindTech gegründet, um Unternehmen bei der Einführung von Künstlicher Intelligenz entlang der gesamten Wertschöpfungskette zu unterstützen.

## Schriften
Begutachtete Zeitschriftenbeiträge
- The Role of Management Controls in New Product Development: Codifying a Collective Source of Creativity. European Accounting Review;  DOI: 10.1080/09638180.2022.2082994 (Strauss/Malz/Weber)
- Exploring the role of metaphors in social-identity construction: The case of the German controller. European Accounting Review; DOI: 10.1080/09638180.2021.1882318 (Goretzki/Löhlein/Schäffer/Schmidt/Strauss)
- Exploring The Roles of Vernacular Accounting Systems in The Development of ‘Enabling’ Accounting and Control Systems. Contemporary Accounting Research, Vol. 35 (4), pp. 1888–1916 (Goretzki/Strauss/Wiegmann 2017)
- The Role of Management Control Systems in Situations of Institutional Complexity. Qualitative Research in Accounting and Management; Vol. 12 (4), pp. 395–424 (Schäffer/Strauss/Zecher 2015)
- Controlling und Cloud Computing - Wie die Cloud den Informationsfluss in KMU ändert. Zeitschrift für KMU & Entrepreneurship (ZfKE); Volume 3/4, pp. 281–304 (Kristandl/Quinn/Strauss 2015)
- An Institutional Perspective on The Changes in Management Accountants' Professional Role. Management Accounting Research; 23. Jahrgang, S. 41‑63 (Goretzki/Strauß/Weber 2013)
- Management Control Systems: A Review. Journal of Management Control; Vol. 23, pp. 233‑268 (Strauß/Zecher 2012)
- The development of MCS packages-balancing constituents' demands: Journal of Accounting & Organizational Change; Vol. 9 (2), pp. 155–187 (Strauß/Nevries/Weber 2013)

Zeitschriftenbeiträge
- Möglichkeiten und Grenzen eines IT-gestützten Controlling- und Reportingsystems für mittel-ständische Unternehmen mit mobilen Endgeräten. Controlling; Vol. 27 (6), S. 313–317 (Strauß/Quinn/Kristandl 2015)
- The Effects of Cloud Technology on Management Accounting and Decison Making. CIMA Research Executive Summary Series; Vol. 10 (6) (Strauss/Kristandl/Quinn 2015)
- The effects of cloud technology on management accounting and business decision-making. Financial Management; August Heft, S. 54–55 (Quinn/Kristandl/Strauss 2014)
- Business Partner 2.0 – Wie IT-Trends die Rolle des Controllers verändern. Controlling; 26. Jahrgang, Heft 3, S. 197–201 (Wiegmann/Tretbar/Strauß 2014)
- Controlling & IT — Hype oder nachhaltige Entwicklung? Controlling & Management Review; 57. Jahrgang, Heft 08, S. 12–19 (Tretbar/Wiegmann/Strauß 2013)

Beiträge in Sammelbänden
- The cloud and management accounting and control. Harris (Hrsg.): Routledge companion to management control, 2016, S. 124–138 (Quinn/Strauß 2018)

Selbstständige Schriften
- The Routledge Companion to Accounting Information Systems. Routledge, London (Quinn/Strauss 2018)
- The Role of the Management Accountant – Local Variations and Global Influences. Routledge, London (Goretzki/Strauss 2017)
- Praxishandbuch Start-up-Management: Von der Idee zum erfolgreichen Unternehmen. Weinheim (Strauß 2015)